# Dagalaif (mestre de cavalleria)
Dagalaif va ser un oficial de l'exèrcit romà d'ascendència germànica. Pagà, va servir com a cònsol l'any 366. L'any 361, va ser nomenat per l'emperador Julià com a comes domesticorum (comandant de la Guàrdia Domestica). Va acompanyar Julià en la seva marxa a través d'Il·líria per reprimir el que quedava del govern de Constanci II aquell any. Va liderar un grup a Sírmium que va arrestar el comandant de l'exèrcit resistent, Lucil·lià. A la primavera del 363, Dagalaif va participar en la desastrosa invasió de Pèrsia per part de Julià. El 26 de juny, durant la citada campanya, Julià va morir en una escaramussa. Dagalaif, que havia estat amb la rereguarda, va tenir un paper important en l'elecció del següent emperador. El consell d'oficials militars (inclòs Dagalaif) finalment va acordar que el nou comes domesticorum, Jovià, fos el successor de Julià. Jovià era un cristià el pare del qual, Varronianus, havia servit com a comes domesticorum.
Com a emperador, Jovià va aconseguir ràpidament posar fi a les hostilitats perses en termes que no eren gens avantatjosos per a Roma. Va nomenar Dagalaif magister equitum (comandant de la cavalleria), on Dagalaif presumiblement va succeir el llavors restaurat Lucil·lià en aquest càrrec. Després de la mort de Jovià després de només uns mesos de regnat, Dagalaif va tornar a influir en l'elecció de Valentinià com a següent emperador romà. Tot i que es va oposar a la decisió de Valentinià d'elevar el seu germà, Valent, com a coemperador, Dagalaif presumiblement va continuar com a magister equitum servint sota Valentinià a l'Imperi d'Occident.
A l'hivern del 365, Valentinià va saber que els alamans havien creuat el Rin i derrotat els seus exèrcits a la Gàl·lia oriental al voltant de Moguntiacum (Magúncia). Aquest va ser l'inici de la llarga Guerra Alamànica que dominaria el regnat de Valentinià. L'emperador inicialment va enviar Dagalaif per derrotar els invasors. Però quan va arribar, va trobar les forces alamanes massa disperses per perseguir-les. Aleshores va ser substituït pel magister equitum, Joví. Com a recompensa pel seu suport en l'elevació de Valentinià a la porpra imperial el 364, Dagalaif va ser nomenat cònsol durant el 366. Va exercir aquest càrrec al costat del fill de set anys de l'emperador, Gracià. Dagalaif no torna a aparèixer en els registres històrics disponibles.